# Människor i stad
Människor i stad är en svensk kortfilm från 1947 i regi av Arne Sucksdorff. Den använder impressionistiska tekniker för att skildra livet och rytmen i Stockholm. Den tilldelades en Oscar för Bästa kortfilm (enaktare) vid Oscarsgalan 1949.